# Gare de Moûtiers – Salins – Brides-les-Bains
Gare de Moûtiers – Salins – Brides-les-Bains – stacja kolejowa w Moûtiers, w departamencie Sabaudia, w regionie Owernia-Rodan-Alpy, we Francji.
Jest stacją Société nationale des chemins de fer français (SNCF), obsługiwaną przez pociągi TGV, TER Rhône-Alpes i Intercités.